# Hélène Clauzel
Pour les articles homonymes, voir Clauzel.
Hélène Clauzel, née le 25 janvier 1998 à Eguisheim, est une coureuse cycliste française spécialiste de VTT cross-country et du cyclo-cross. Elle est la sœur de Perrine Clauzel. Elle a été membre de l'AS Bike Racing, après avoir couru sous les couleurs du Team Bulls France, du Team KMC Ekoï SR Suntour et du Team Cube Profermeture Sefic.

## Biographie
Hélène Clauzel pratique le VTT cross-country depuis l'âge de 8 ans. Elle est passée par la faculté de biologie de Besançon et en parallèle le "pôle France VTT" situé dans la même ville. Hélène aime le VTT pour son côté technique et l'adrénaline que procure ce sport. Son père et sa sœur Perrine faisaient de la compétition sur route et en VTT, elle partait s'entraîner avec eux. Bien qu'à l'âge de 6-7 ans elle a aussi essayée d'autres sports, c'est le VTT qui a pris le dessus.
Le 15 janvier 2023, elle devient championne de France de cyclo-cross en s'imposant devant Line Burquier.

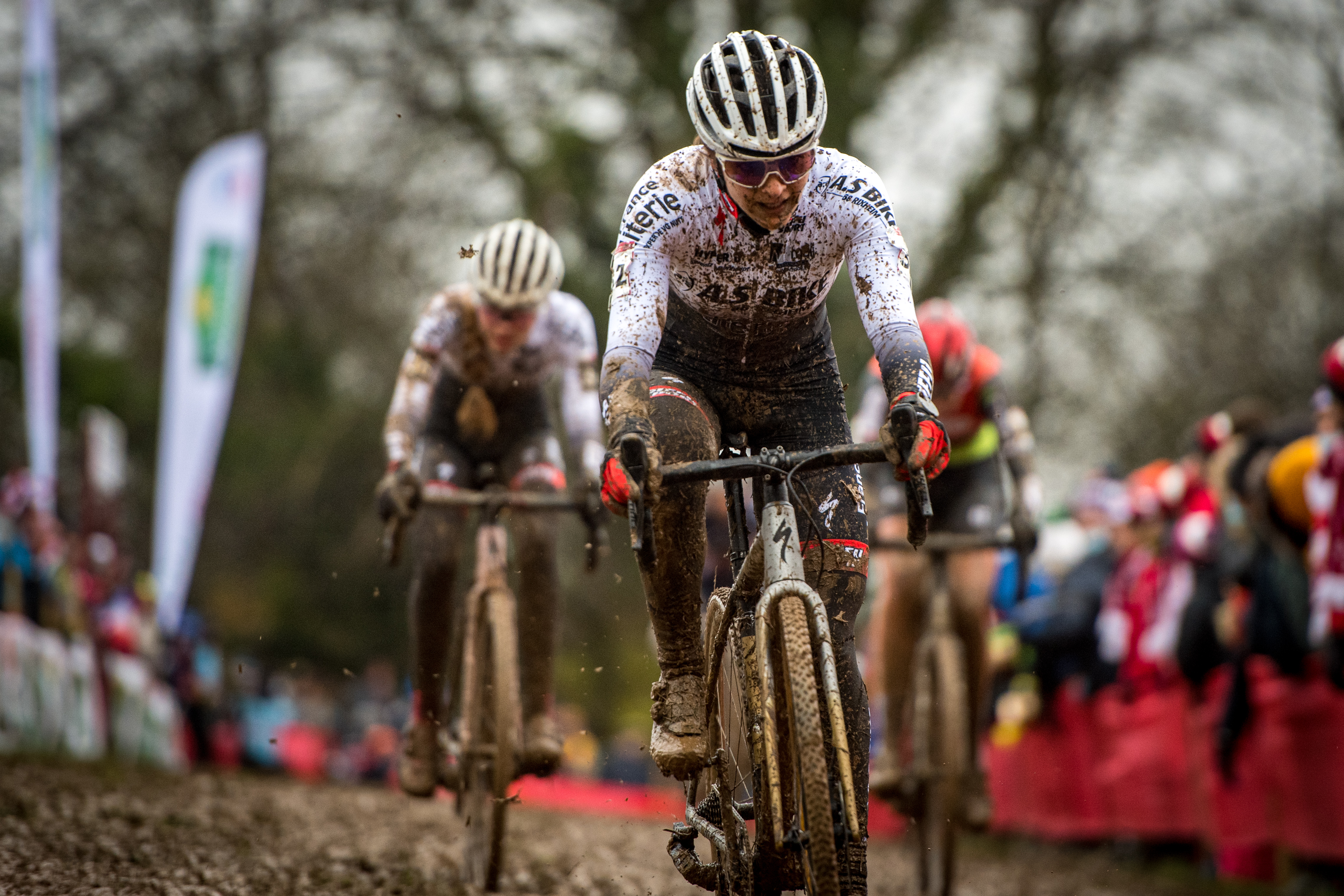
Hélène Clauzel sur la manche de Coupe du monde de Besançon en 2021 (Billy Ceusters)

## Palmarès en cyclo-cross
- 2015-2016
  - Coupe de France de cyclo-cross #1, Albi
  - 2e de la Coupe de France de cyclo-cross
- 2016-2017
  - Coupe de France de cyclo-cross #3, Nommay[4]
  - 2e de la Coupe de France de cyclo-cross
  -  Médaillée d'argent du championnat d'Europe de cyclo-cross espoirs[5]
  - 3e du championnat de France de cyclo-cross
- 2021-2022
  - Le Grand CX, Jablines
  - Radcross Illnau, Illnau
  - Coupe de France #1, Pierric
  - 2e du championnat de France de cyclo-cross
  - 6e du championnat d'Europe de cyclo-cross
  - 8e du championnat du monde de cyclo-cross
  - 9e de la Coupe du monde
- 2022-2023
  -  Championne de France de cyclo-cross
  - Radcross Illnau, Illnau
  - Swiss Cyclocross Cup #1, Mettmenstetten
  - 10e du championnat du monde de cyclo-cross
- 2023-2024
  -  Championne du monde de cyclo-cross en relais mixte
  -  Championne d'Europe de cyclo-cross en relais mixte
  -  Championne de France de cyclo-cross
  - Radcross Illnau, Illnau
  - Swiss Cyclocross Cup #1, Mettmenstetten
  - Coupe de France #5, Flamanville
- 2024-2025
  - Classement général de l'USCX Series
    - USCX Series #1 - Virginia's Blue Ridge Go Cross Day 1, Roanoke
    - USCX Series #2 - Virginia's Blue Ridge Go Cross Day 2, Roanoke
    - USCX Series #3 - Rochester Cyclocross Day 1, Rochester
    - USCX Series #4 - Rochester Cyclocross Day 2, Rochester
    - USCX Series #5 - Charm City Cross Day 1, Baltimore
    - USCX Series #6 - Charm City Cross Day 2, Baltimore
    - USCX Series #7 - Trek CX Cup Day 1, Waterloo
    - USCX Series #8 - Trek CX Cup Day 2, Waterloo

  - Cyclo-cross de Gernelle, Gernelle
  -  Médaillée d'argent du championnat d'Europe de cyclo-cross en relais mixte
  - 2e du championnat de France de cyclo-cross
  -  Médaillée de bronze du championnat du monde de cyclo-cross en relais mixte
  - 8e du championnat d'Europe de cyclo-cross
  - 8e du championnat du monde de cyclo-cross

## Palmarès en VTT

### Coupe du monde
- Coupe du monde de cross-country espoirs
  - 2017 : 17e du classement général
  - 2018 : 14e du classement général
  - 2019 : 13e du classement général

- Coupe du monde de cross-country
  - 2021 : 45e du classement général
  - 2022 : 59e du classement général

- Coupe du monde de cross-country short track
  - 2022 : 62e du classement général

### Championnats d'Europe
- 2016
  -  Médaillée d'argent du cross-country juniors

### Championnats de France
- 2016
  - 2e du cross-country juniors
- 2017
  - 2e du cross-country espoirs
- 2018
  - 2e du cross-country espoirs
- 2019
  - 2e du cross-country espoirs
- 2020
  - 2e du cross-country espoirs
- 2021
  -  Championne de France du short track
- 2022
  - 3e du short track